# Glashütten bei Salla
Die ehemaligen Glashütten beim Dorf Salla in der Marktgemeinde Maria Lankowitz in der Weststeiermark lassen sich ab dem 17. Jahrhundert nachweisen. Es existierten mindestens zwei, wahrscheinlich aber drei Glashütten. Zwei dieser Hütten lassen sich sicher lokalisieren. Die letzte der Hütten stellte vermutlich 1796 ihren Betrieb aufgrund des Mangels an verfügbaren Brennholzes ein. Von der Hütte am Brandkogelbach sind noch oberflächliche Mauerreste erkennbar. Einige der hier produzierten Gläser haben sich erhalten und sind unter anderem in einem eigenen Waldglasmuseum in Salla ausgestellt.

## Geschichte

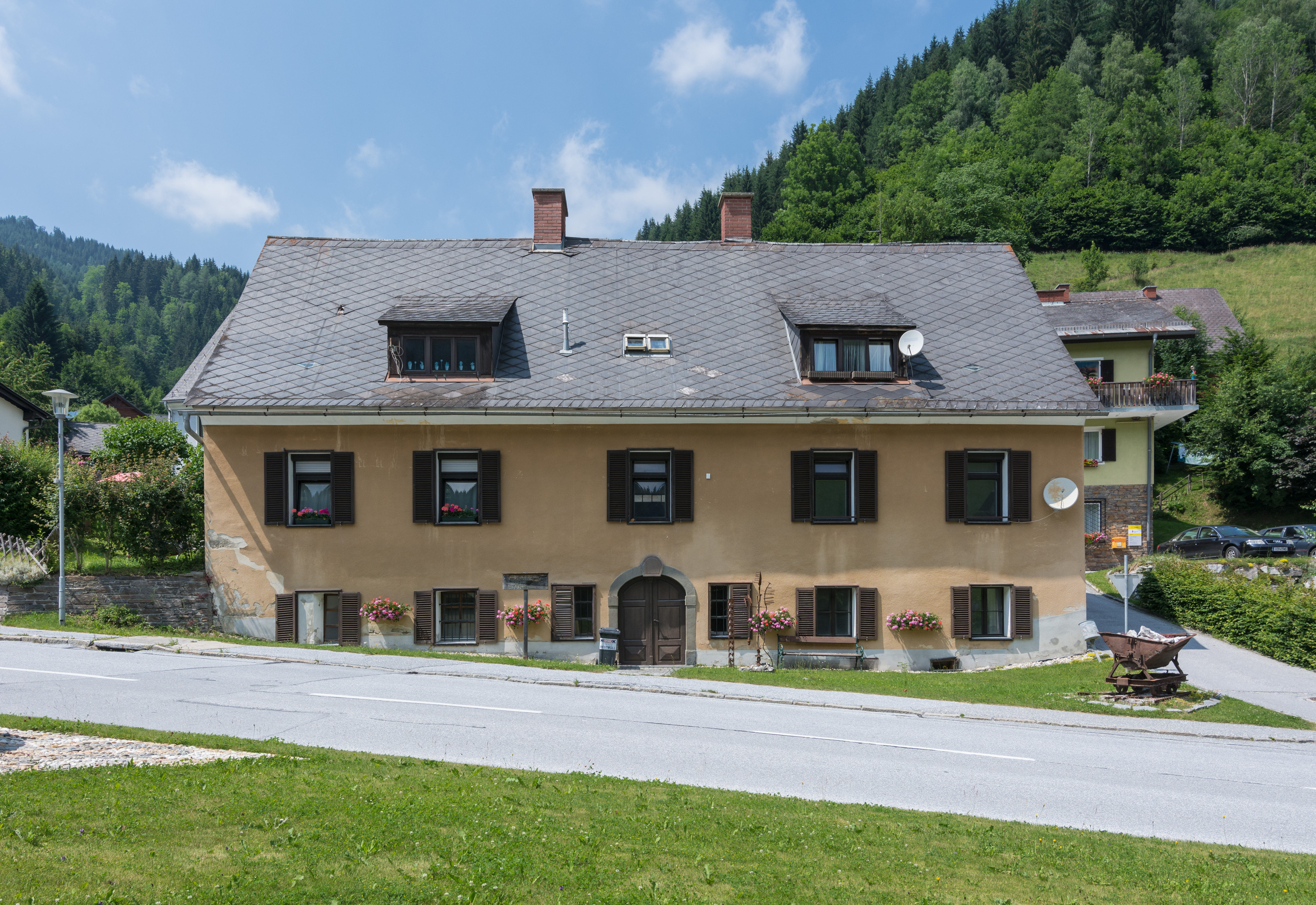
Im ehemaligen Gewerkenhaus von Salla ist ein Waldglasmuseum untergebracht

Eine erste Glashütte bei Salla lässt sich um 1660 nachweisen. Dieser Nachweis ist allerdings indirekt, da die in den Kirchenbüchern der Pfarre Salla bei einer Taufe am 3. Februar 1660 ein Hans Eibensteiner als Vater des Kindes erwähnt wird. Derselbe Eibensteiner wird bei der Geburt seines zweiten Kindes im Jahr 1662 in den Kirchenbüchern als Glasmeister bezeichnet. Er dürfte der Glasmeister der Hütte an der alten Almbrücke gewesen sein. Neben Eibensteiner tauchen zwischen 1660 und 1677 auch noch die Glasmacherfamilien Glaser, Glockl, Gunni, Kämpl, Jörgl, Poschhacker und Schleifer in den Kirchenbüchern auf. Zu jener Zeit arbeiteten scheinbar mit Eibensteiner ein Glasmeister und zwei bis drei aus den Glasmacherfamilien stammende Gesellen in der Hütte. Die Familie Gunni war am Kannesberg ansässig und arbeitete vielleicht in der Hütte bei der Glaserhalt. Zumindest im Jahr 1672 verkaufte die Herrschaft Lankowitz Glasscheiben, welche vermutlich von einer der Glashütten bei Salla stammten.
Zwischen 1677 und 1769 werden keine weiteren Glasmacher in den Kirchenbüchern erwähnt. Eine dem Teresianischen Kataster beigelegte Auflistung der zur Herrschaft Piber gehörenden Besitzungen vom 30. Juli 1749 führt bei Salla eine abgegangene Glashütte an. Es ist unklar um welche Hütte es sich dabei handelte, vermutlich war aber jene an der alten Almbrücke gemeint. Der Grund für den Abgang der Hütte ist unbekannt, vermutlich brannte sie aber ab.
Am 13. März 1769 wird in den Kirchenbüchern von Salla ein aus Türnitz stammender Glasmacher namens Anton Eyller genannt, der an diesem Tag verstarb. Das ist die erst Erwähnung eines Glasmachers in Salla in über 90 Jahren. Eyller war in der Glashütte am Brandkogelbach tätig gewesen. Auch in der Karte der Josephinischen Landesaufnahme von 1784/85 ist die Glashütte am Brandkogelbach verzeichnet. Bis zumindest 1823 wurde der Oberlauf des Brandkogelbachs auch Glasbachl genannt. In einer 1788 handgezeichneten Karte des Buchwaldes, die sich im Archiv der österreichischen Bundesforste in Maria Lankowitz befindet, ist ein Greißegger Glaswald verzeichnet. Dieser Wald dürfte zur Gewinnung des Brennholzes für die Hütte gedient haben. Bis 1796 werden immer wieder Glasmacher und Glasmeister in den Kirchenbüchern genannt, woraus hervorgeht das in der Hütte zumindest ein Glasmeister und mindestens vier Gesellen tätig waren. Der letzte Glasmeister in Salla war Leonhard Stückler der 1795 und 1796 erwähnt wird. Der Betrieb der Hütte am Brandkogelbach dürfte 1796 eingestellt worden sein, da am 22. November 1796 bereits ein Fuhrknecht in der Hütte wohnte. Am 8. Oktober 1798 wurde die Glashütte von einem Webermeister bewohnt, dem bis 1800 ein Bergmann und ein Holzknecht folgten. Als Grund für die Einstellung des Betriebes nennt ein am 15. Mai 1805 von der Bezirksobrigkeit Piber an das Kreisamt ausgestelltes Schreiben den Mangel an Holz in Salla. Dieser Holzmangel soll durch das 1783 von Joseph und Matthäus Tunner sowie Bernhard Großauer in Salla errichtete Eisenschmelzwerk verursacht worden sein.
In den Jahren 1996/97 richtete Hugo Kohlbacher im ehemaligen Gewerkenhaus in Salla ein Waldglasmuseum ein. Dieses bietet Einblicke in die Geschichte der Glaserzeugung im Ort und stellt auch erhaltene Stücke der Hütten aus.

## Lokalisierung der Glashütten

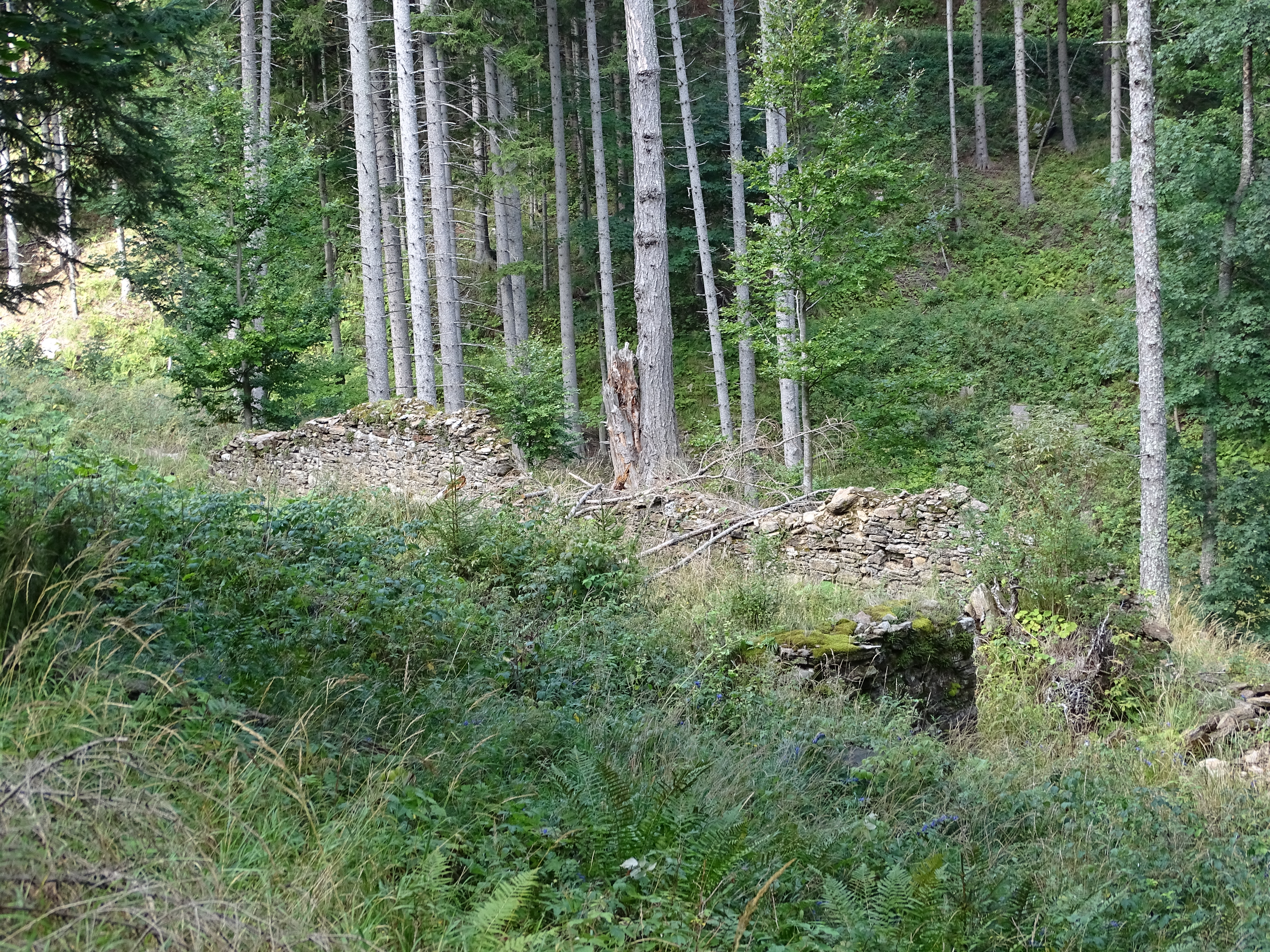
Die Mauerreste der Glashütte am Brandkogelbach bei Salla

### Glashütte bei der alten Almbrücke
Die ältere der Hütten befand sich bei dem als „Alte Almbrücke“ bezeichneten Übergang über den Sallabach auf der Glaserer-Eben, östlich der neuzeitlichen Brücke in einer Kurve der Gaberl Straße. An diesem Standort wurden bei Nachforschungen neben Mauerresten auch Scherben, Gläser und Glasschlacke freigelegt, wodurch sich die Hütte genau verorten lässt. Es ist unklar warum die Hütte aufgegeben wurde, vermutlich fiel sie einem Feuer zum Opfer.

### Glashütte bei der Glaserhalt
Eine zur Herrschaft Lankowitz gehörige Glaserhalt wird im Theresianischen Kataster erwähnt. Diese befand sich in der Gegend um den Bundschuh und Kannesberg. Ob sich bei der Glaserhalt eine eigene Glashütte befand ist unklar. Möglicherweise stammen Glasscheiben, welche die Herrschaft nachweisbar 1672 verkaufte von dieser Hütte.

### Glashütte am Brandkogelbach
Die jüngste der Hütten befand sich am Brandkogelbach südlich des Dorfes Salla, am Weg zum alten Soldatenhaus am Brandkogel und entstand vermutlich in der zweiten Hälfte des 18. Jahrhunderts. Eine Lokalisierung ist durch die Verzeichnung der Hütte in der Josephinischen Landesaufnahme von 1784/85 und der späteren Entdeckung von Flaschen und Hafenreste bei der Abtragung einer Keusche möglich. Der Betrieb der Hütte wurde vermutlich 1796 eingestellt. Der Fachlehrer Hugo Kohlbacher führte unterstützt von Glasmacher und Hobbyarchäologen Walter Mulej zusammen mit Schülern der Hauptschule Köflach in den 1990er-Jahren Ausgrabungen am Brandkogelbach durch. Dabei wurden mehrere Flaschen und kleine Fläschchen aber auch Butzenscheiben, Becher, Schüsseln und Trinkgläser freigelegt. Von der Hütte sind noch die Mauerreste im Gelände erkennbar.

## Erzeugte Gläser
In den Glashütten wurde sogenanntes Waldglas produziert. Von den Glashütten haben sich mehrere Gläser und Flaschen, aber auch Becher, Schüsseln und Trinkgläser sowie Butzenscheiben erhalten. Es wurde in ihnen sowohl Tafel- als auch Hohlgläser produziert.
Einige der erhaltenen Stücke befinden sich heute im Waldglasmuseum im ehemaligen Gewerkenhaus in Salla.